# 保罗·伊尼亚齐奥·马里亚·塔翁·迪雷韦尔
保罗·伊尼亚齐奥·马里亚·塔翁·迪雷韦尔（義大利語：Paolo Ignazio Maria Thaon di Revel，1888年5月2日—1973年6月1日），生于法国土伦，意大利男子击剑运动员、政治人物。他曾获得1920年夏季奥运会男子重剑团体金牌。他也曾担任1956年冬季奥运会组织委员会的主席。